# مارسيل رينو
مارسيل رينو (بالفرنسية: Maurice Renaud)‏ هو دراج فرنسي، ولد في 28 سبتمبر 1900 في باريس في فرنسا، وتوفي في 17 يونيو 1968.

## وصلات خارجية
- مارسيل رينو على موقع أرشيف الدراجات (الإنجليزية)
- مارسيل رينو على موقع إحصائيات الدراجات الإحترافية (الإنجليزية)